# Naftali Nilsen
Naftali Nilsen (1890 – 1968) foi um editor de jornal norueguês e político do Partido Trabalhista.Ele nasceu em Trondenes. Ele era irmão de Alfred Nilsen e tio de Rolf Nilssen, ambos políticos.
Em 1910 mudou-se para os Estados Unidos, regressando a Trondenes em 1917 e tornando-se presidente do Partido Trabalhista local. Ele foi membro do conselho municipal de Trondenes de 1920 a 1924, e foi deputado representante no Parlamento da Noruega durante o mandato de 1922-1924. Ele também foi editor interino do jornal Folkeviljen em 1922, enquanto Sigurd Simensen foi preso por atividade revolucionária. Em 1923, quando Simensen se juntou ao novo Partido Comunista, o Partido Trabalhista manteve o controle sobre Folkeviljen, e Simensen foi substituído por um comitê de edição de Naftali Nilsen, Kristian Tønder e Alfons Johansen. Johansen assumiu como único editor algumas semanas depois.
De 1924 a 1932, Nilsen foi o editor-chefe da Fremover em Narvik. Ele presidiu o partido regional em Nordre Salten e foi membro do conselho da cidade de Narvik. Na convenção nacional do partido de 1927, ele foi o secretário. Em 1931 foi indiciado por violação da Lei Penal § 222, por ter publicado os nomes de quatro fura-greves. Defendido por Theodor Broch, foi absolvido. A editoria em Fremover foi demitida em abril de 1932, mas ele acabou se tornando bibliotecário-chefe em Narvik de 1935 a 1937.[2][4] Em 1933 era editor interino do Folkeviljen enquanto Alfons Johansen era membro do Parlamento.[5] Mais tarde, ele se mudou para Lillestrøm, onde viveu o resto de sua vida.